# Operação Margarethe

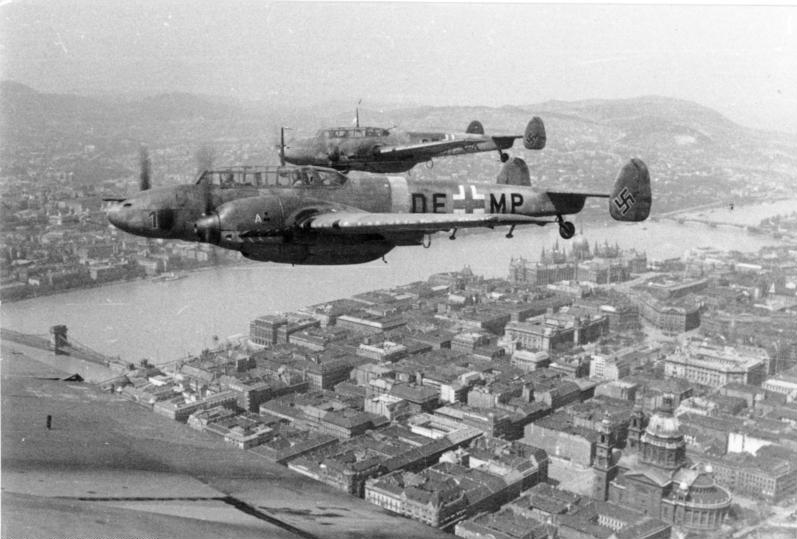
Aviões alemães sobrevoando Budapeste, em 1944.

Operação Margarethe foi a ocupação da Hungria pelas forças da Alemanha nazista durante a Segunda Guerra Mundial como foi ordenado por Adolf Hitler em 12 de março de 1944. Um plano para a ocupação da Romênia foi concebido sob o nome de Operação Margarethe II, mas nunca foi realizado.